# Ginkgoscia relicta
Ginkgoscia relicta är en skalbaggsart som beskrevs av Manfred A. Jäch och Díaz 2004. Ginkgoscia relicta ingår i släktet Ginkgoscia och familjen vattenbrynsbaggar. Inga underarter finns listade i Catalogue of Life.